# Скандинавська премія Шведської академії

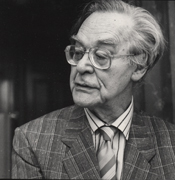
Рольф Якобсен, лауреат 1989 року.

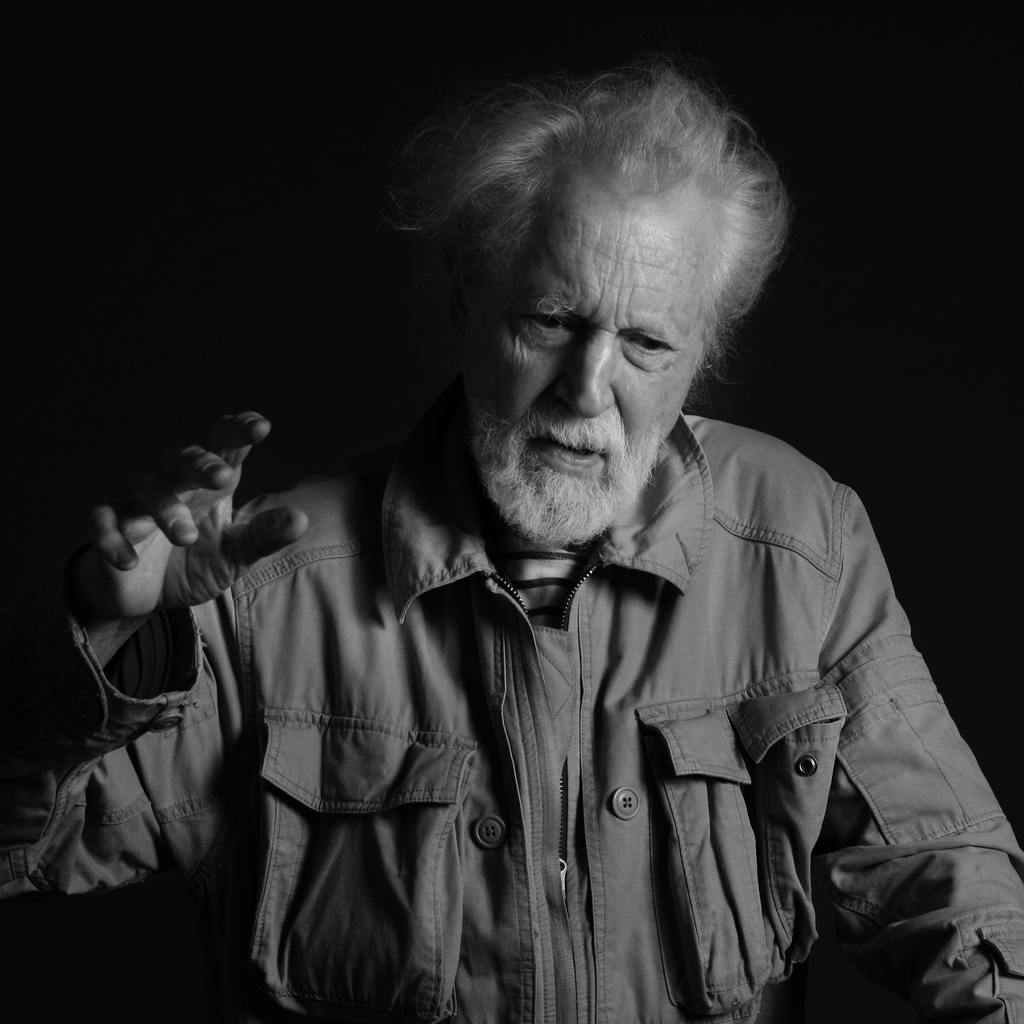
Тор Вільяльмссон, лауреат 1992 року.

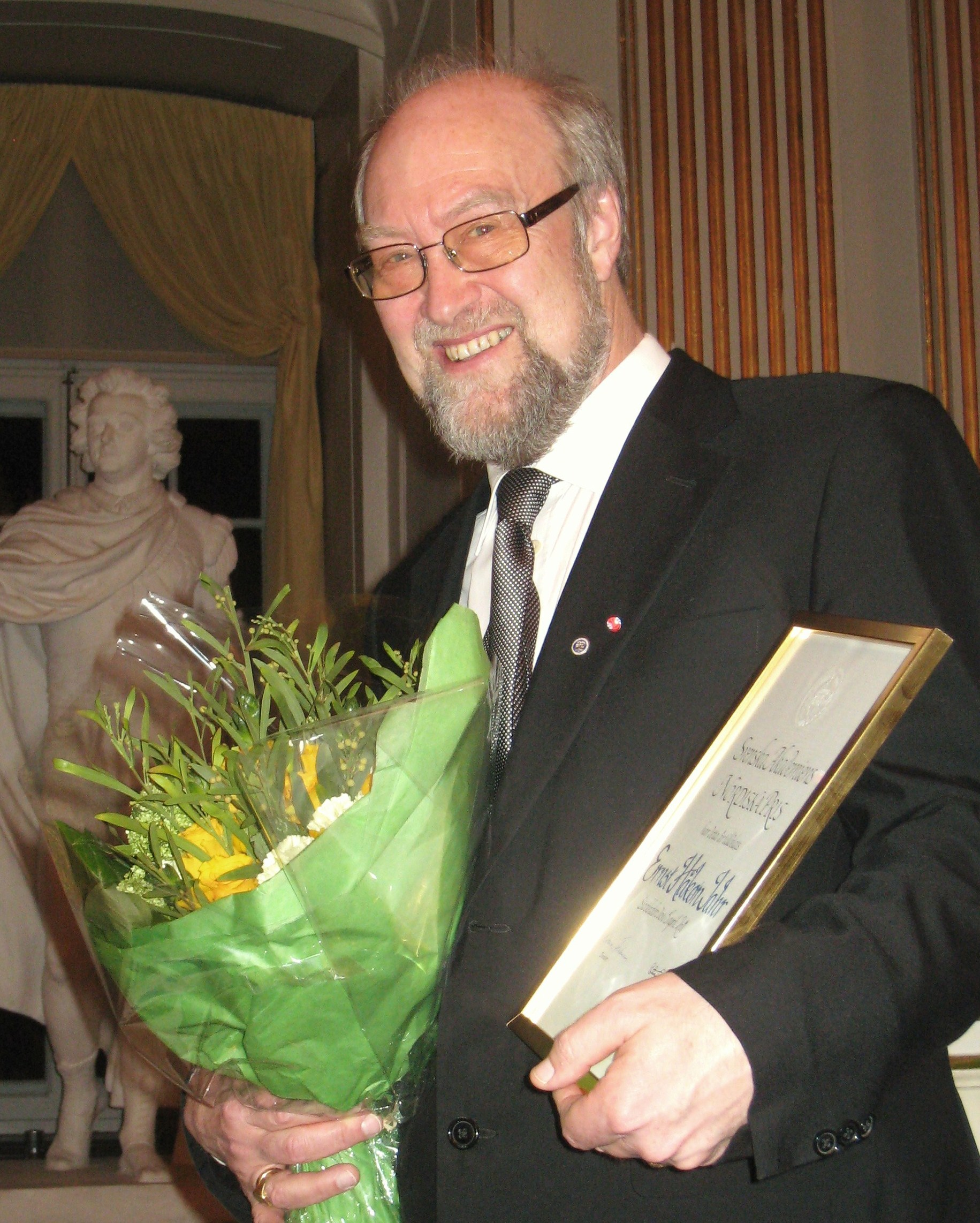
Ернст Гокон Яр одержує Скандинавську премію Шведської академії. 5 квітня 2011 року.

Скандина́вська пре́мія Шве́дської акаде́мії («мала Нобелівська премія» (швед. Svenska Akademiens nordiska pris) — це нагорода, яку 1986 року, з нагоди 200-літнього ювілею Шведської академії, засновано коштом подружжя — Карін Гіров і Карла Раґнара Гірова. Щороку цю премію присуджують громадянинові (громадянці) однієї із скандинавських країн за значний внесок у діяльність або галузь інтересів Академії. Грошовий еквівалент становить 350 000 шведських крон (2012).

## Лауреати
- 1986 Віллі Серенсен, Данія
- 1987 Вільям Гейнесен, Фарери
- 1988 Нільс Ерік Енквіст, Фінляндія
- 1989 Рольф Якобсен, Норвегія
- 1990 Генрік Нордбрандт, Данія
- 1991 Томас Транстремер, Швеція
- 1992 Тор Вільяльмссон, Ісландія
- 1993 Пааво Хаавікко, Фінляндія
- 1994 Інґер Крістенсен, Данія
- 1995 Ларс Алін, Швеція
- 1996 Арне Несс, Норвегія
- 1997 Бу Карпелан, Фінляндія
- 1998 Ларс Форсселль, Швеція
- 1999 Клаус Ріфб'єрг, Данія
- 2000 Ларс Гульден, Фінляндія
- 2001 Віллі Чюрклунд, Швеція
- 2002 Торбен Брострем, Данія
- 2003 Ларс Нурен, Швеція
- 2004 Ґудберґур Берґссон, Ісландія
- 2005 Єран Сунневі, Швеція
- 2006 Пія Тафдруп, Данія
- 2007 Йон Фоссе, Норвегія
- 2008 Свен-Ерік Лідман, Швеція
- 2009 Х'єлль Аскільсен, Норвегія
- 2010 Пер Улоф Енквіст, Швеція
- 2011 Ернст Гокон Яр, Норвегія
- 2012 Ейнар Мар Ґудмундссон, Ісландія
- 2013 Софі Оксанен, Фінляндія
- 2014 Ларс Ґустаффсон, Швеція
- 2015 Томас Бредсдорфф, Данія
- 2016 Моніка Фаґергольм, Фінляндія
- 2017 Даг Солстад, Норвегія
- 2018 Агнета Плейєль, Швеція
- 2019 Карл Уве Кнаусгор, Норвегія
- 2020 Роса Ліксом, Фінляндія
- 2021 Ельдрід Лунден, Норвегія
- 2022 Ная Марія Айдт, Данія

## Лінки
- Премії Шведської академії